# Яни Карабатаков
Яни Карабатаков или Карабатака (на гръцки: Ιωάννης Καραμπατάκης, Янис Карабатакис) е гъркомански общественик и деец на гръцката въоръжена пропаганда в Македония от началото на XX век.

## Биография
Яни Карабатаков е роден през 1848 година в Енидже Вардар (Па̀зар), тогава в Османската империя, днес Яница в Гърция. Подкрепя гръцката въоръжена пропаганда в Южна Македония, заради което е заклан от дейци на ВМОРО на 1 май 1906 година заедно с (племенницата му) Калиопи Попстамку. Извършителят по изрично нареждане от ениджевардарския комитет е българският революционер Иван Пальошев в местността „Кремното“ (лозята) край града.
Неговият родственик Паскал Карабатаков е първо гръцки учител, сетне сръбски патриаршистки свещеник в града от 1898 година.